# 烏納峰

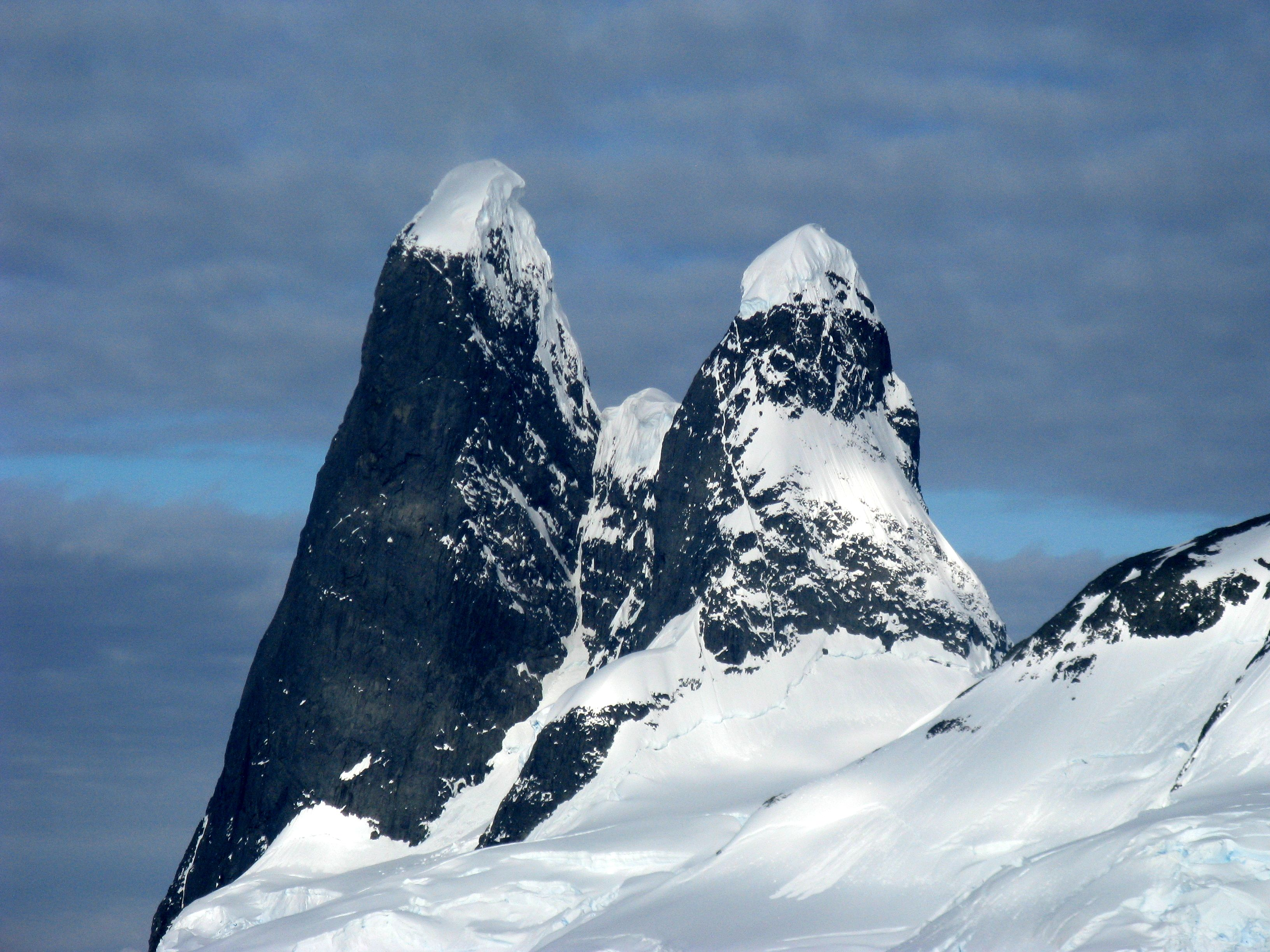

烏納峰是南極洲的山峰，位於英屬南極領地，處於勒梅爾海峽北部的入口處，最高點海拔高度747米，德國探險隊在1999年首次登頂。

## 外部連結
- Picture （页面存档备份，存于）